# Colombellinidae
De Colombellinidae zijn een familie van uitgestorven weekdieren uit de klasse van de Gastropoda (slakken). Exemplaren uit deze familie zijn slechts als fossiel bekend.

## Taxonomie
De volgende taxa zijn bij de familie ingedeeld:
- Geslacht  † Colombellina d'Orbigny, 1842
- Geslacht  † Eoranella Sayn, 1932
- Geslacht  † Pterodonticeras Blanckenhorn, 1927
- Geslacht  † Zittelia Gemmelaro, 1870
- Geslacht  † Neocolombellina Bandel & Dockery, 2012
  -  † Neocolombellina americana (B. Wade, 1926)
  -  † Neocolombellina cancellata (D.T. Dockery, 1993)
  -  † Neocolombellina carlea (D.T. Dockery, 1993)
    - =  † Gyrineum carlea D.T. Dockery, 1993
- Geslacht  † Rhealaria de Ryckholt, 1862